# (2931) Mayakovsky
(2931) Mayakovsky (1969 UC) – planetoida z pasa głównego asteroid okrążająca Słońce w ciągu 4,88 lat w średniej odległości 2,88 j.a. Odkryta 16 października 1969 roku.